# William Ayache
William Ayache, född den 10 januari 1961 i Alger, Algeriet, är en fransk fotbollsspelare som tog OS-guld i fotbollsturneringen vid de olympiska sommarspelen 1984 i Los Angeles.